# Trichoderma cordobense
Trichoderma cordobense är en svampart som beskrevs av Speg. 1926. Trichoderma cordobense ingår i släktet Trichoderma och familjen Hypocreaceae.   Inga underarter finns listade i Catalogue of Life.